# Oskars Melbārdis
Oskars Melbārdis (Valmiera, 16 febbraio 1988) è un bobbista lettone, campione olimpico a Soči 2014 nel bob a quattro e medaglia di bronzo nel bob a due sia a Soči 2014 che a Pyeongchang 2018, nonché campione mondiale a Igls 2016 nel bob a quattro; vinse inoltre un trofeo di Coppa del Mondo in entrambe le specialità nel 2014/15 più due nella combinata maschile (nel 2012/13 e nel 2014/15).

## Biografia
Prima di dedicarsi al bob, Melbārdis ha praticato l'atletica leggera nella disciplina del decathlon ma decise di abbandonare per via della massa muscolare assai sviluppata che secondo il suo giudizio lo avrebbe esposto a probabili e frequenti infortuni.

### Gli inizi da frenatore
Dietro consiglio di un amico, all'età di 17 anni Melbārdis passò al bob e dal 2006 al 2010 gareggiò come frenatore per la squadra nazionale lettone, spingendo le slitte pilotate da Mihails Arhipovs, Jānis Miņins ed Edgars Maskalāns. Esordì in Coppa del Mondo nella stagione 2006/07 e ottenne il primo podio nonché la prima vittoria il 20 gennaio 2008 a Cesana Torinese con Miņins e i colleghi di ruolo Daumants Dreiškens e Intars Dambis. Ha inoltre preso parte in qualità di frenatore a tre edizioni dei campionati mondiali, vincendo in totale una medaglia di bronzo.  Nel dettaglio i suoi risultati da frenatore nelle prove iridate sono stati, nel bob a due: quindicesimo a Lake Placid 2009; nel bob a quattro: diciottesimo a Sankt Moritz 2007, settimo ad Altenberg 2008 e medaglia di bronzo a Lake Placid 2009 con Jānis Miņins, Daumants Dreiškens e Intars Dambis. 

### La carriera da pilota
Nel 2010 intraprese la carriera di pilota debuttando in Coppa Europa nell'inverno dello stesso anno e in Coppa del Mondo a metà stagione 2010/11, il 15 gennaio 2011 ad Igls dove si piazzò diciassettesimo nel bob a due. Si distinse inoltre nelle categorie giovanili vincendo due medaglie d'oro (bob a due e bob a quattro) ai campionati mondiali juniores di Igls 2012.

Conquistò il primo podio in Coppa del Mondo nel nuovo ruolo il 17 dicembre 2011 a Winterberg (3º nel bob a due) e la prima vittoria il 17 febbraio 2013 a Soči nel bob a quattro con Daumants Dreiškens, Arvis Vilkaste e Intars Dambis. Ha trionfato in classifica generale nella combinata maschile nella stagione 2012/13 e nel 2014/15 farà l'en plein aggiudicandosi i trofei di bob a due, bob a quattro e combinata. Ha inoltre vinto la classifica generale della Coppa Europa nella combinata maschile nel 2019/20, terminando in quella stessa stagione al secondo posto sia nella specialità biposto che in quella a quattro.
Ha vinto la medaglia d'oro ai Giochi olimpici invernali di Soči 2014 nel bob a quattro con Dreiškens, Vilkaste e Jānis Strenga, risultato ufficializzato soltanto a marzo del 2019 dopo la conferma della squalifica della coppia russa Zubkov/Voevoda a seguito della nota vicenda doping; in quella stessa edizione, per la suddetta squalifica e per quella confermata anche per l'equipaggio pilotato da Aleksandr Kas'janov (inizialmente classificatosi quarto), vinse altresì la medaglia di bronzo nel bob a due con Dreiškens. Quattro anni dopo, a Pyeongchang 2018, conquistò nuovamente il bronzo nella gara biposto con Jānis Strenga e fu quinto in quella a quattro. 

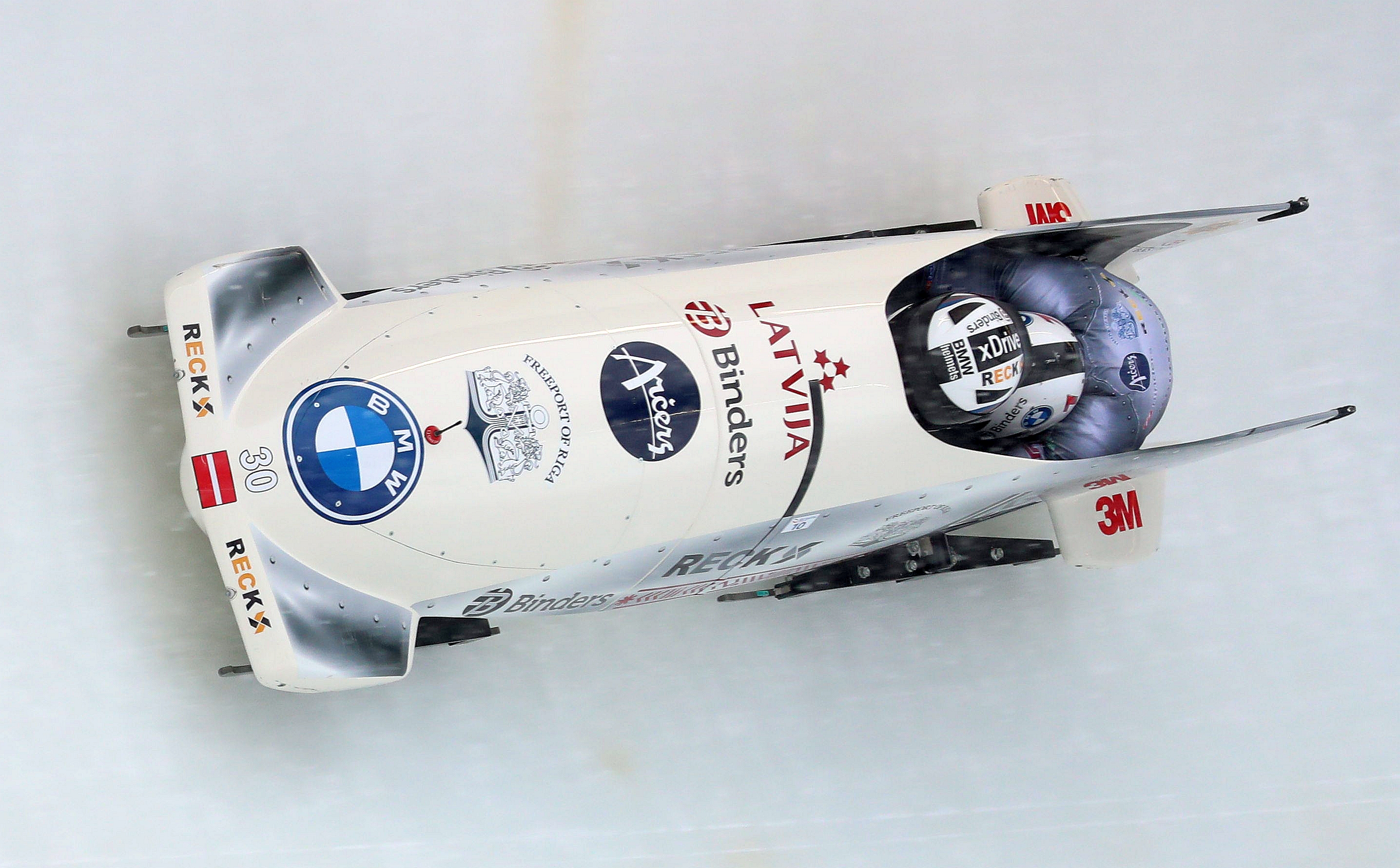
Oskars Melbārdis alla guida del bob a due ai campionati mondiali di Altenberg 2021

Ha altresì partecipato nel ruolo di pilota a ulteriori otto edizioni dei campionati mondiali (che si aggiungono alle tre disputate da frenatore), conquistando ulteriori tre medaglie (per un totale di quattro), delle quali una d'oro. Nel dettaglio i suoi risultati da pilota nelle prove iridate sono stati, nel bob a due: tredicesimo a Schönau am Königssee 2011, ottavo a Lake Placid 2012, quinto a Sankt Moritz 2013, medaglia d'argento a Winterberg 2015 in coppia con Daumants Dreiškens, quinto a Innsbruck 2016, sesto a Schönau am Königssee 2017, dodicesimo ad Altenberg 2020 e dodicesimo ad Altenberg 2021; nel bob a quattro: quindicesimo a Schönau am Königssee 2011, non partito nella terza manche a Lake Placid 2012, nono a Sankt Moritz 2013, medaglia di bronzo a Winterberg 2015 con Daumants Dreiškens, Arvis Vilkaste e Jānis Strenga, medaglia d'oro a Innsbruck 2016 con Dreiškens, Vilkaste e Strenga, quarto a Schönau am Königssee 2017, tredicesimo ad Altenberg 2020 e ottavo ad Altenberg 2021.
Ha vinto inoltre due medaglie d'oro, una d'argento e due di bronzo ai campionati europei, tra cui spiccano i titoli vinti nel bob a quattro a Cesana Torinese 2008 come frenatore e a La Plagne 2015 come pilota.

## Palmarès

### Olimpiadi
- 3 medaglie:
  - 1 oro (bob a quattro a Soči 2014);
  - 2 bronzi (bob a due a Soči 2014; bob a due a Pyeongchang 2018).

### Mondiali
- 4 medaglie:
  - 1 oro (bob a quattro a Igls 2016);
  - 1 argento (bob a due a Winterberg 2015);
  - 2 bronzi (bob a quattro a Lake Placid 2009; bob a quattro a Winterberg 2015).

### Europei
- 5 medaglie:
  - 2 ori (bob a quattro a Cesana Torinese 2008; bob a quattro a La Plagne 2015);
  - 1 argento (bob a due a La Plagne 2015);
  - 2 bronzi (bob a quattro a Sankt Moritz 2016; bob a quattro a Igls 2018).

### Mondiali juniores
- 2 medaglie:
  - 2 ori (bob a due, bob a quattro ad Igls 2012).

### Coppa del Mondo
- Vincitore della classifica generale nel bob a due nel 2014/15;
- Vincitore della classifica generale nel bob a quattro nel 2014/15;
- Vincitore della classifica generale nella combinata nel 2012/13 e nel 2014/15.
- 40 podi (15 nel bob a due e 25 nel bob a quattro):
  - 14 vittorie (2 nel bob a due e 12 nel bob a quattro);
  - 16 secondi posti (10 nel bob a due e 6 nel bob a quattro);
  - 10 terzi posti (3 nel bob a due e 7 nel bob a quattro).

#### Coppa del Mondo - vittorie
| Data             | Luogo           | Paese    | Disciplina                                                              |
| ---------------- | --------------- | -------- | ----------------------------------------------------------------------- |
| 20 gennaio 2008  | Cesana Torinese | Italia   | a quattro con Jānis Miņins (pilota), Daumants Dreiškens e Intars Dambis |
| 27 gennaio 2008  | Sankt Moritz    | Svizzera | a quattro con Jānis Miņins (pilota), Daumants Dreiškens e Intars Dambis |
| 8 febbraio 2009  | Whistler        | Canada   | a quattro con Jānis Miņins (pilota), Daumants Dreiškens e Intars Dambis |
| 17 febbraio 2013 | Soči            | Russia   | a quattro con Daumants Dreiškens, Arvis Vilkaste e Intars Dambis        |
| 12 gennaio 2014  | Sankt Moritz    | Svizzera | a quattro con Daumants Dreiškens, Arvis Vilkaste e Jānis Strenga        |
| 19 gennaio 2014  | Igls            | Austria  | a quattro con Daumants Dreiškens, Arvis Vilkaste e Jānis Strenga        |
| 20 dicembre 2014 | Calgary         | Canada   | a due con Daumants Dreiškens                                            |
| 20 dicembre 2014 | Calgary         | Canada   | a quattro con Daumants Dreiškens, Arvis Vilkaste e Jānis Strenga        |
| 24 gennaio 2015  | Sankt Moritz    | Svizzera | a due con Daumants Dreiškens                                            |
| 25 gennaio 2015  | Sankt Moritz    | Svizzera | a quattro con Daumants Dreiškens, Arvis Vilkaste e Jānis Strenga        |
| 1º febbraio 2015 | La Plagne       | Francia  | a quattro con Daumants Dreiškens, Arvis Vilkaste e Jānis Strenga        |
| 8 febbraio 2015  | Igls            | Austria  | a quattro con Daumants Dreiškens, Arvis Vilkaste e Jānis Strenga        |
| 15 febbraio 2015 | Soči            | Russia   | a quattro con Daumants Dreiškens, Arvis Vilkaste e Jānis Strenga        |
| 5 febbraio 2017  | Igls            | Austria  | a quattro con Daumants Dreiškens, Arvis Vilkaste e Jānis Strenga        |

### Circuiti minori

#### Coppa Europa
- Miglior piazzamento in classifica generale nel bob a due: 2º nel 2019/20;
- Miglior piazzamento in classifica generale nel bob a quattro: 2º nel 2019/20;
- Vincitore della classifica generale nella combinata maschile nel 2019/20;
- 15 podi (10 nel bob a due, 5 nel bob a quattro):
  - 7 vittorie (5 nel bob a due, 2 nel bob a quattro);
  - 4 secondi posti (3 nel bob a due, 1 nel bob a quattro);
  - 4 terzi posti (2 nel bob a due, 2 nel bob a quattro).

#### Coppa Nordamericana
- Miglior piazzamento in classifica generale nel bob a due: 33º nel 2010/11.